# Olcani
Olcani  es una comuna y población de Francia, en la región de Córcega, departamento de Alta Córcega, en el distrito de Bastia y cantón de Sagro-di-Santa-Giulia.
Su población en el censo de 1999 era de 55 habitantes.
Está integrada en la Communauté de communes du Cap Corse .

## Demografía
| 104 | 124 | 96 | 80 | 65 | 55 |
| Para los censos de 1962 a 1999 la población legal corresponde a la población sin duplicidades (Fuente: INSEE [Consultar]) |     |    |    |    |    |